# Sirajganj
Sirajganj (Bengali: সিরাজগঞ্জ) è una città del Bangladesh appartenente alla divisione di Rajshahi.